# یک دقیقه
«یک دقیقه» (به انگلیسی: One Minute) تک‌آهنگی از کلی کلارکسون است که در ۱۸ سپتامبر ۲۰۰۷ منتشر شد. این تک‌آهنگ در آلبوم دسامبر من قرار داشت.